# Hiến pháp Cộng hòa Dân chủ Nhân dân Triều Tiên
Hiến pháp Xã hội Chủ nghĩa Cộng hòa Dân chủ Nhân dân Triều Tiên (tiếng Hàn: 조선민주주의인민공화국 사회주의헌법)  là hiến pháp của Cộng hòa Dân chủ Nhân dân Triều Tiên, hay còn gọi là Triều Tiên hoặc Bắc Triều Tiên. Hiến pháp này được Hội đồng Nhân dân Tối cao khóa VI thông qua tại kỳ họp đầu tiên vào ngày 27 tháng 12 năm 1972 và đã được sửa đổi, bổ sung vào các năm 1998, 2009, 2012, 2013, 2016, 2019 (hai lần), 2023 và 2024. Nó thay thế bản hiến pháp đầu tiên của đất nước được thông qua vào năm 1948.
Hiến pháp gồm bảy chương và 172 điều, hệ thống hóa các nguyên tắc cơ bản của Triều Tiên về chính trị, kinh tế, văn hóa và quốc phòng, các quyền và nghĩa vụ cơ bản của công dân nước này, tổ chức chính phủ Triều Tiên và biểu tượng quốc gia của đất nước.
Triều Tiên cũng được quản lý bởi Mười nguyên tắc thiết lập hệ thống tư tưởng thống nhất, mà một số người cho rằng đã thay thế hiến pháp và trên thực tế đóng vai trò là luật tối cao của đất nước.

## Lịch sử
Các bản hiến pháp trước đây từng được thông qua trong các năm 1948, 1972, 1992, và 1998. Hiến pháp hiện tại được thông qua năm 2013.

### Hiến pháp 1948
Triều Tiên bắt đầu soạn thảo hiến pháp đầu tiên sau hội nghị của Hội đồng lập pháp lâm thời Hàn Quốc vào ngày 12 tháng 12 năm 1946, bắt đầu soạn thảo hiến pháp lâm thời cho Hàn Quốc và không thành lập được chính phủ lâm thời thống nhất tại Bán đảo Triều Tiên do Ủy ban chung Mỹ - Xô sụp đổ vào ngày 21 tháng 10 năm 1947
Vào tháng 11 năm 1947, Hội nghị Nhân dân Triều Tiên đã tổ chức một ủy ban gồm 31 thành viên để ban hành hiến pháp lâm thời. Một dự thảo hiến pháp lâm thời đã được trình lên Quốc hội Nhân dân Triều Tiên vào tháng 2 năm 1948 và quyết định đệ trình dự thảo này lên "cuộc thảo luận toàn dân" được tổ chức từ ngày 11 tháng 2 đến ngày 25 tháng 4 năm 1948.
Vào ngày 10 tháng 7 năm 1948, Hội nghị Nhân dân Triều Tiên đã thông qua dự thảo hiến pháp là Hiến pháp của Cộng hòa Dân chủ Nhân dân Triều Tiên, được Hội nghị Nhân dân Tối cao thi hành trên toàn bán đảo Triều Tiên vào ngày 8 tháng 9 năm 1948.
Theo Andrei Lankov, hiến pháp năm 1948 được đích thân Joseph Stalin biên tập cùng với Terentii Shtykov, người đứng đầu lực lượng Liên Xô chiếm đóng Bắc Triều Tiên, tại Moscow, với một số điều khoản sau đó được các giám sát viên Liên Xô biên soạn lại.
Hiến pháp năm 1948 bao gồm 10 chương và 104 điều. Hiến pháp này đã hệ thống hóa các cải cách đang được thực hiện ở Triều Tiên kể từ khi thành lập Ủy ban Nhân dân Lâm thời Triều Tiên vào năm 1946, chẳng hạn như cải cách ruộng đất, quốc hữu hóa các ngành công nghiệp và tài nguyên, và cung cấp nhiều quyền tự do và quyền khác nhau cho người dân Triều Tiên.
Hiến pháp thành lập Hội đồng Nhân dân Tối cao là cơ quan quyền lực cao nhất ở Triều Tiên với nhiều quyền hạn khác nhau như thông qua luật và bầu Nội các, Tòa án Tối cao và Tổng Kiểm sát. Ủy ban Thường vụ Hội đồng Nhân dân Tối cao được giao nhiệm vụ thực hiện các quyền hạn của hội đồng trong thời gian nghỉ họp, cũng như đại diện cho đất nước trong quan hệ đối ngoại. Nội các được thành lập để trở thành cơ quan hành pháp cao nhất, với Thủ tướng được chỉ định là người đứng đầu chính phủ.
Hiến pháp năm 1948 được sửa đổi năm lần vào tháng 4/1954, tháng 10/1954, 1955, 1956 và năm 1962. Hiến pháp 1948 trở thành lỗi thời và bị thay bằng một bản hiến pháp mới năm 1972.

### Hiến phápJuche1972
Các đề xuất thay đổi Hiến pháp của Triều Tiên đã được đưa ra thảo luận vào đầu những năm 1960. Tuy nhiên trong bối cảnh tình hình thế giới thay đổi khiến Triều Tiên không thể trì hoãn việc thay đổi Hiến pháp. Điều này có thể thấy trong bài phát biểu của Lãnh tụ Kim Il-sung trong kỳ họp đầu tiên của Hội đồng Nhân dân Tối cao khóa 5 ngày 25/12/1972.
Theo Hiến pháp mới, Kim Il-sung trở thành Chủ tịch của Triều Tiên. Ông trở thành người đứng đầu của nhà nước với các chức danh Tư lệnh các Lực lượng Vũ trang và Chủ tịch Hồi đồng Quốc phòng, ông có quyền ban hành sắc lệnh, cấp ân xá, và ký kết hoặc bãi bỏ điều ước. Theo Hiến pháp cũ, không có ai được chỉ định là người đứng đầu nhà nước. Chủ tịch Đoàn Chủ tịch Hội đồng Nhân dân Tối cao đại diện cho nhà nước theo mô hình của Liên Xô. Hiến pháp mới có khá nhiều tham chiếu đến tư tưởng Juche, theo Christopher Hale có thể kết luận rằng "nó sẽ chính xác để được gọi là hiến pháp Juche".

### Hiến pháp Kim Il-Sung 1998
Hiến pháp Kim Il-Sung 1998 đã phong tặng cho Kim Il-sung, đã qua đời năm 1994, danh hiệu Chủ tịch Vĩnh viễn.

### Hiến pháp Sogun 2009
Các sửa đổi trong hiến pháp CHDCND Triều Tiên năm 2009 được gọi là "Hiến pháp Songun. Nó bổ sung thêm 6 điều luật mới so với phiên bản năm 1998. Phần 2 của Chương VI "Chủ tịch Hồi Đồng Quốc phòng" được thêm mới và hiến pháp này cũng tuyên bố là Lãnh đạo tối cao của Triều Tiên. Trong các điều 29 và 40 (Kinh tế và Văn hóa) từ 공산주의 ("chủ nghĩa cộng sản") đã bị loại bỏ.

### Hiến pháp Kim Il-sung–Kim Jong-il 2012
Hiến pháp đã được sửa đổi một lần nữa vào năm 2012 tại kỳ họp thứ năm của Hội đồng Nhân dân Tối cao (SPA) khóa 12 với các thay đổi trong phần mở đầu nêu lên các di sản của lãnh tụ Kim Jong-il trong xây dựng đất nước và tuyên bố Triều Tiên là một "Quốc gia hạt nhân". Vì vậy, Hiến pháp này được đặt tên là " Hiến pháp Kim Il-sung–Kim Jong-il". Phần 2 của chương VI, và một vài điều luật khác được sửa lại cho phù hợp với điều 91 và 95 cho phép tu chính pháp được SPA thông qua trong một kỳ họp toàn thể của mình.

### Hiến pháp 2013
Hiến pháp tiếp tục được sửa đổi lần nữa vào 2013.

### Hiến pháp 2016
Hiến pháp được sửa đổi lần nữa vào tháng 6/2016 thay thế Hội đồng Quốc phòng bằng Ủy ban Quốc vụ đưa Kim Jong-un vào vị trí lãnh tụ quốc gia. Cũng trong lần sửa đổi này Triều Tiên cũng đã thay đổi cách gọi hai cố lãnh tụ của nước này từ đồng chí lãnh tụ vĩ đại Kim Il-Sung và đồng chí lãnh đạo tối cao Kim Jong-il thành đồng chí Kim Il-Sung và đồng chí Kim Jong-Il.

## Cấu trúc
Hiến pháp xã hội chủ nghĩa của Cộng hòa Dân chủ Nhân dân Triều Tiên bao gồm phần mở đầu và 172 điều được sắp xếp thành bảy chương tính đến ngày 11 tháng 4 năm 2019. Hiến pháp được coi là độc đáo vì kết hợp mạnh mẽ khuynh hướng xã hội chủ nghĩa và chủ nghĩa dân tộc cũng như tham chiếu đến hệ tư tưởng Juche của đất nước.

### Lời mở đầu
Lời mở đầu mô tả Triều Tiên, có tên chính thức là Cộng hòa Dân chủ Nhân dân Triều Tiên, là "nhà nước xã hội chủ nghĩa Juche" áp dụng các ý tưởng và thành tựu của Kim Il Sung và Kim Jong Il vào việc xây dựng nhà nước.
Kim Il Sung được coi là "người sáng lập Cộng hòa Dân chủ Nhân dân Triều Tiên và là cha đẻ của Triều Tiên xã hội chủ nghĩa", người đã sáng lập ra tư tưởng Juche và biến Triều Tiên thành một quốc gia xã hội chủ nghĩa. Kim Jong Il được coi là "người yêu nước và bảo vệ vô song của Triều Tiên xã hội chủ nghĩa", người đã duy trì các chính sách của Kim Il Sung và biến Triều Tiên thành một cường quốc chính trị-tư tưởng, một quốc gia hạt nhân và một cường quốc quân sự thông qua chính sách Songun.
Kim Il Sung và Kim Jong Il được mô tả trong phần mở đầu là luôn làm việc vì nhân dân theo phương châm "nhân dân là thiên đường" và được ghi nhận là những người đã biến Triều Tiên thành một quốc gia độc nhất trên thế giới khi hoàn thành nhiệm vụ xây dựng một nhà nước thịnh vượng và độc lập. Phần mở đầu cũng ca ngợi cả hai nhà lãnh đạo là "những vị cứu tinh của quốc gia" đã làm việc vì sự thống nhất của Triều Tiên và là "những chính khách kỳ cựu của thế giới" vì đã phát triển quan hệ đối ngoại của Triều Tiên.
Lời mở đầu nêu rằng những ý tưởng và thành tựu của Kim Il Sung và Kim Jong Il là "báu vật trường tồn của cách mạng Triều Tiên" và là sự bảo đảm cơ bản cho sự thịnh vượng của Triều Tiên, đồng thời xây dựng Cung điện Mặt trời Kumsusan như một tượng đài tưởng niệm sự bất tử của các nhà lãnh đạo và là biểu tượng quốc gia của Triều Tiên.
Lời mở đầu kết thúc bằng việc tôn vinh Kim Il Sung và Kim Jong Il là những nhà lãnh đạo vĩnh cửu của Bắc Triều Tiên, và hiến pháp sẽ bao gồm các ý tưởng và thành tựu của họ, tạo nên Hiến pháp Kim Il Sung-Kim Jong Il.

### Chương 1 – Chính trị
Chương 1 của Hiến pháp Xã hội chủ nghĩa gồm 18 điều nêu rõ cấu trúc chính trị của Triều Tiên.
Điều 1 nêu rõ Bắc Triều Tiên, có tên chính thức là Cộng hòa Dân chủ Nhân dân Triều Tiên, là một nhà nước xã hội chủ nghĩa độc lập, Điều 2 cũng nêu rõ đây là một nhà nước cách mạng. Điều 3 nêu rõ chủ nghĩa Kim Il Sung-Kim Jong Il là kim chỉ nam cho các hoạt động của đất nước, trong khi Điều 11 nêu rõ Đảng Lao động Triều Tiên lãnh đạo mọi hoạt động của đất nước.
Điều 4 trao chủ quyền đất nước cho nhân dân lao động bao gồm công nhân, nông dân, binh lính và nhân tài thực hiện chủ quyền thông qua đại diện của họ tại Hội đồng Nhân dân Tối cao và các hội đồng nhân dân địa phương. Điều 6 và 7 nêu rõ những đại diện này do nhân dân bầu ra theo nguyên tắc phổ thông đầu phiếu, bình đẳng và trực tiếp, và chịu trách nhiệm trước nhân dân.
Điều 5 nêu rõ rằng các thể chế chính phủ được thành lập và hoạt động dựa trên chủ nghĩa tập trung dân chủ.
Điều 8 đưa ra một hệ thống xã hội "lấy nhân dân làm trung tâm" cho Triều Tiên, biến "người lao động thành chủ nhân của mọi thứ" và "mọi thứ trong xã hội phục vụ người lao động", đồng thời giao cho nhà nước nhiệm vụ tôn trọng và bảo vệ quyền con người của người dân.
Điều 9 giao cho Triều Tiên nhiệm vụ đạt được "chiến thắng hoàn toàn của chủ nghĩa xã hội" ở nửa phía bắc Triều Tiên và thống nhất Triều Tiên.
Điều 10 nêu rõ rằng Triều Tiên dựa trên "sự thống nhất về chính trị và tư tưởng" của những người dân trong liên minh công nông do giai cấp công nhân lãnh đạo, và rằng người dân sẽ được cách mạng hóa và đồng hóa bởi nhà nước thành một xã hội thống nhất duy nhất. Điều 12 nêu thêm rằng nhà nước Bắc Triều Tiên sẽ "tuân thủ đường lối giai cấp" và "bảo vệ quyền lực của nhân dân và chế độ xã hội chủ nghĩa" khỏi "các thành phần thù địch" thông qua "chế độ chuyên chính của nền dân chủ nhân dân"
Điều 13 nêu rõ rằng Triều Tiên sẽ giải quyết các vấn đề của đất nước bằng cách tìm ra giải pháp từ quần chúng thông qua hệ thống công tác cách mạng, trong khi Điều 14 thể chế hóa các phong trào quần chúng như phong trào Cờ đỏ Tam Cách mạng để thúc đẩy xây dựng xã hội chủ nghĩa trong nước.
Điều 15 quy định Triều Tiên đại diện cho người Triều Tiên ở nước ngoài và Điều 16 đảm bảo rằng lợi ích của người nước ngoài trong Triều Tiên được nhà nước đảm bảo.
Điều 17 thiết lập các nguyên tắc độc lập, hòa bình và hữu nghị làm cơ sở cho quan hệ đối ngoại của Bắc Triều Tiên và tuyên bố rằng đất nước sẽ ủng hộ các cuộc đấu tranh giành độc lập và giải phóng của nước ngoài.
Điều 18 nêu rõ rằng luật pháp của Triều Tiên là "phản ánh nguyện vọng và lợi ích" của nhân dân và mọi thể chế, doanh nghiệp, tổ chức và cá nhân trong nước phải tuân thủ. Nhà nước có nhiệm vụ hoàn thiện hệ thống luật pháp xã hội chủ nghĩa và củng cố đời sống tuân thủ luật pháp xã hội chủ nghĩa.

### Chương 2 – Kinh tế
Chương 2 của Hiến pháp Xã hội chủ nghĩa gồm 19 điều phác thảo cơ cấu kinh tế của Bắc Triều Tiên.
Điều 19 nêu rõ rằng Bắc Triều Tiên dựa vào quan hệ sản xuất xã hội chủ nghĩa và nền tảng của nền kinh tế quốc dân độc lập.
Các điều từ 20 đến 23 nêu rõ rằng các phương tiện sản xuất thuộc sở hữu của nhà nước và hợp tác xã xã hội, và liệt kê các điều khoản về tài sản của nhà nước và hợp tác xã xã hội.
Điều 24 cho phép công dân có tài sản riêng, nhà nước sẽ bảo vệ và đảm bảo quyền thừa kế của họ.
Điều 25 nêu rõ rằng Bắc Triều Tiên sẽ liên tục nâng cao mức sống của người dân, những người sẽ được nhà nước cung cấp thực phẩm, quần áo và nhà ở.
Điều 26 nêu rõ rằng Bắc Triều Tiên có nền kinh tế quốc dân độc lập, trong đó Điều 27 nêu rõ rằng khoa học và công nghệ sẽ đóng vai trò chủ đạo.
Điều 30 quy định ngày làm việc tám giờ cho người lao động mà nhà nước sẽ tận dụng tối đa, trong khi Điều 31 cấm người dưới 16 tuổi làm việc.
Điều 33 nêu rõ nền kinh tế Triều Tiên sẽ do quần chúng sản xuất quản lý theo Nội các dựa trên "hệ thống quản lý doanh nghiệp có trách nhiệm xã hội chủ nghĩa" và các đòn bẩy kinh tế như chi phí, giá cả và lợi nhuận.
Điều 34 nêu rõ Triều Tiên có nền kinh tế kế hoạch mà nhà nước sẽ phát triển dựa trên các nguyên tắc xã hội chủ nghĩa. Điều 35 nêu rõ yêu cầu về ngân sách nhà nước dựa trên các kế hoạch phát triển kinh tế của Triều Tiên.
Điều 36 nêu rõ thương mại nước ngoài ở Triều Tiên được thực hiện bởi các tổ chức nhà nước, doanh nghiệp nhà nước và hợp tác xã xã hội với mục tiêu duy trì uy tín trong thương mại nước ngoài, cải thiện cơ cấu thương mại và phát triển quan hệ thương mại với các nước ngoài. Điều 37 khuyến khích liên doanh với các tập đoàn và cá nhân nước ngoài và thành lập doanh nghiệp tại các Đặc khu kinh tế. Điều 38 thiết lập chính sách thuế quan để bảo vệ nền kinh tế Triều Tiên.

### Chương 3 – Văn hóa
Chương 3 của Hiến pháp Xã hội chủ nghĩa gồm 18 điều phác thảo cấu trúc văn hóa của Bắc Triều Tiên.
Điều 39 nêu rõ Bắc Triều Tiên có nền văn hóa xã hội chủ nghĩa, trong đó Điều 40 nêu rõ là đào tạo nhân dân thành những người xây dựng chủ nghĩa xã hội. Điều 41 nêu rõ nền văn hóa xã hội chủ nghĩa này là phổ biến và mang tính cách mạng.
Điều 44 quy định về giáo dục công, đào tạo cán bộ, giáo dục công nghệ và giáo dục trong lao động. Điều 45 quy định về giáo dục bắt buộc phổ cập 12 năm, với Điều 46 quy định về đào tạo khoa học và kỹ thuật. Điều 47, 48 và 49 quy định về giáo dục miễn phí, trợ cấp cho sinh viên đại học và cao đẳng, giáo dục xã hội, điều kiện học tập cho tất cả người lao động và nhà trẻ, mẫu giáo cho trẻ mẫu giáo từ nhà nước.
Điều 50 và 51 nhấn mạnh rằng Bắc Triều Tiên nên phát triển khoa học và công nghệ của mình.
Điều 52 nêu rõ rằng Triều Tiên có nền văn học nghệ thuật cách mạng theo định hướng Chủ thể, có hình thức dân tộc chủ nghĩa và nội dung xã hội chủ nghĩa, cho phép sản xuất các tác phẩm tư tưởng và nghệ thuật, cũng như sự tham gia rộng rãi của quần chúng vào các hoạt động văn học nghệ thuật.
Điều 53 yêu cầu nhà nước cung cấp các cơ sở văn hóa cho người dân để cải thiện tinh thần và thể chất.
Điều 54 yêu cầu nhà nước bảo vệ và phát triển ngôn ngữ quốc gia.
Điều 55 yêu cầu nhà nước chuẩn bị cho người dân làm việc và bảo vệ quốc gia thông qua thể thao. Điều 56 cung cấp cho người dân quyền tiếp cận dịch vụ chăm sóc sức khỏe miễn phí để bảo vệ sức khỏe của họ, trong khi Điều 57 cung cấp cho họ quyền tiếp cận điều kiện sống và làm việc hợp vệ sinh thông qua các nỗ lực bảo vệ môi trường của nhà nước.

### Chương 4 – Quốc phòng
Chương 4 của Hiến pháp Xã hội chủ nghĩa gồm bốn điều nêu rõ cơ cấu quốc phòng của Bắc Triều Tiên.
Điều 58 nêu rõ Bắc Triều Tiên có hệ thống quốc phòng toàn dân và toàn quốc.
Điều 59 nêu rõ nhiệm vụ của lực lượng vũ trang Bắc Triều Tiên là bảo vệ Ủy ban Trung ương Đảng Lao động Triều Tiên do Kim Jong Un đứng đầu, cũng như bảo vệ lợi ích của nhân dân lao động, chế độ xã hội chủ nghĩa, thành quả cách mạng và tự do, hòa bình và độc lập của đất nước khỏi sự xâm lược của nước ngoài.
Điều 60 nêu rõ quốc phòng của Bắc Triều Tiên dựa trên đường lối tự vệ, trong khi Điều 61 yêu cầu nhà nước phải thiết lập hệ thống chỉ huy cách mạng và bầu không khí quân sự, tăng cường kỷ luật quân đội và duy trì truyền thống quân sự.

### Chương 5 – Quyền và nghĩa vụ cơ bản của công dân
Chương 5 của Hiến pháp Xã hội chủ nghĩa gồm 24 điều liệt kê các quyền và nghĩa vụ của công dân (gongmin) ở Triều Tiên.
Điều 62 quy định rằng quyền công dân Bắc Triều Tiên được điều chỉnh bởi luật quốc tịch.
Điều 63 nêu rõ rằng các quyền và nghĩa vụ của công dân Bắc Triều Tiên dựa trên nguyên tắc tập thể "một người vì tất cả và tất cả vì một người", với Điều 64 đảm bảo các quyền và phúc lợi của công dân cũng như mở rộng các quyền và tự do của họ dựa trên sự củng cố và phát triển của hệ thống xã hội chủ nghĩa.
Điều 65 quy định rằng tất cả công dân Bắc Triều Tiên đều có quyền bình đẳng. Công dân có quyền bầu cử và được bầu (Điều 66), quyền tự do ngôn luận, báo chí, hội họp, biểu tình và lập hội (Điều 67), quyền tự do tín ngưỡng tôn giáo (Điều 68), quyền khiếu nại và kiến nghị (Điều 69), quyền lao động (Điều 70), quyền nghỉ ngơi (Điều 71), quyền được chăm sóc y tế miễn phí (Điều 72), quyền được giáo dục miễn phí (Điều 73), quyền tự do trong các hoạt động khoa học, văn học và nghệ thuật (Điều 74), quyền tự do cư trú và đi lại (Điều 75) và quyền bất khả xâm phạm về thân thể, nhà ở và quyền riêng tư về thư tín (Điều 79).
Điều 76 quy định sự bảo vệ đặc biệt từ nhà nước và xã hội đối với các chiến sĩ cách mạng, gia đình liệt sĩ cách mạng và yêu nước, gia đình chiến sĩ Quân đội Nhân dân Triều Tiên và chiến sĩ khuyết tật.
Điều 77 quy định phụ nữ có địa vị xã hội và quyền ngang bằng nam giới, cũng như sự bảo vệ đặc biệt cho bà mẹ và trẻ em.
Điều 78 quy định nhà nước bảo vệ hôn nhân và gia đình.
Điều 80 quy định người nước ngoài đấu tranh vì hòa bình, dân chủ, độc lập, chủ nghĩa xã hội và tự do theo đuổi khoa học và văn hóa có quyền xin tị nạn ở Triều Tiên.
Công dân có nghĩa vụ bảo vệ "sự thống nhất về chính trị, tư tưởng và đoàn kết của nhân dân" và làm việc vì lợi ích của xã hội và nhân dân (Điều 81), tuân thủ pháp luật nhà nước và các tiêu chuẩn sống xã hội chủ nghĩa và bảo vệ danh dự và nhân phẩm của công dân Bắc Triều Tiên (Điều 82), tham gia lao động và tuân thủ kỷ luật lao động và giờ làm việc (Điều 83), chăm sóc tài sản nhà nước và hợp tác xã xã hội và quản lý nền kinh tế quốc dân (Điều 84), tăng cường cảnh giác cách mạng và đấu tranh vì an ninh quốc gia (Điều 85) và bảo vệ đất nước và phục vụ trong lực lượng vũ trang (Điều 86).

### Chương 6 – Tổ chức nhà nước
Chương 6 của Hiến pháp Xã hội chủ nghĩa gồm 80 điều được sắp xếp thành tám phần phác thảo tổ chức chính phủ Bắc Triều Tiên.
Mục 1 mô tả Hội đồng Nhân dân Tối cao là cơ quan quyền lực nhà nước cao nhất thực hiện quyền lập pháp. Hội đồng bao gồm các đại biểu được bầu thông qua phổ thông đầu phiếu, bình đẳng và trực tiếp thông qua bỏ phiếu kín với nhiệm kỳ năm năm. Hội đồng có quyền sửa đổi hiến pháp, thông qua hoặc sửa đổi luật, bầu hoặc bãi nhiệm Chủ tịch Ủy ban Các vấn đề Nhà nước, các thành viên của Ủy ban Các vấn đề Nhà nước, Chủ tịch Ủy ban Thường vụ Hội đồng Nhân dân Tối cao, các thành viên của Ủy ban Thường vụ Hội đồng Nhân dân Tối cao, Thủ tướng, các thành viên của Nội các, Tổng Kiểm toán Nhà nước, Chủ tịch và Chánh án Tòa án Trung ương, phê duyệt kế hoạch nhà nước về phát triển kinh tế quốc gia, phê duyệt ngân sách nhà nước và phê chuẩn hoặc bãi bỏ các hiệp ước được trình lên Hội đồng.
Mục 2 mô tả Chủ tịch Ủy ban Quốc vụ là nhà lãnh đạo tối cao của đất nước, cũng như là nguyên thủ quốc gia và tổng tư lệnh các lực lượng vũ trang. Tổng thống chỉ đạo các vấn đề nhà nước nói chung, chỉ đạo công việc của Ủy ban Quốc vụ, bổ nhiệm hoặc bãi nhiệm các quan chức nhà nước quan trọng, phê chuẩn hoặc hủy bỏ các hiệp ước lớn với nước ngoài, ban hành lệnh ân xá đặc biệt, ban bố tình trạng khẩn cấp, tình trạng chiến tranh và lệnh động viên, tổ chức Ủy ban Quốc phòng Quốc gia trong thời chiến và ban hành lệnh.
Mục 3 mô tả Ủy ban Quốc vụ là là cơ quan lãnh đạo định hướng chính sách tối cao bao gồm Chủ tịch, các phó chủ tịch và các ủy viên. Ủy ban quyết định các chính sách quan trọng của nhà nước, ban hành các quyết định và chỉ thị, giám sát việc thực hiện các lệnh của chủ tịch Ủy ban và các quyết định và chỉ thị của Ủy ban Quốc vụ.
Mục 4 mô tả Ủy ban thường vụ của Hội đồng nhân dân tối cao là cơ quan quyền lực nhà nước cao nhất khi Hội đồng nhân dân tối cao không họp. Ủy ban Thường vụ bao gồm Chủ tịch Ủy ban thường vụ, các phó chủ tịch ủy ban và các thành viên được chỉ định từ các đại biểu của Hội đồng và có quyền thực hiện quyền lập pháp, triệu tập Hội đồng nhân dân tối cao, giải thích hiến pháp, giám sát việc tuân thủ các hành vi lập pháp, tổ chức bầu cử, bổ nhiệm hoặc bãi nhiệm các thành viên của Nội các và các thẩm phán và thẩm định viên nhân dân của Tòa án Trung ương, phê duyệt hoặc hủy bỏ các hiệp ước, quyết định bổ nhiệm và triệu hồi các đại diện ngoại giao về nước Cộng hòa, lập và trao tặng các huân chương, huy chương và danh hiệu nhân danh nước Cộng hòa và ban hành lệnh đại xá. Chủ tịch Ủy ban Thường vụ Hội nghị Nhân dân Tối cao có nhiệm vụ tiếp nhận các giấy ủy nhiệm và thư triệu hồi của các đại diện ngoại giao nước ngoài về nước Cộng hòa sau khi được văn phòng chủ tịch Ủy ban Quốc vụ chấp thuận hoàn toàn.
Mục 5 mô tả Nội các là các cơ quan hành chính và hành pháp của quyền lực nhà nước chịu trách nhiệm quản lý nhà nước nói chung. Nội các do Thủ tướng đứng đầu và bao gồm các phó thủ tướng, chủ tịch, bộ trưởng và các thành viên bắt buộc khác. Nội các chịu trách nhiệm thực hiện các chính sách của nhà nước, soạn thảo kế hoạch nhà nước về phát triển kinh tế quốc gia và biên soạn ngân sách nhà nước. Nội các và thành phần của Nội các do Hội nghị Nhân dân Tối cao và/hoặc Ủy ban Thường vụ Hội nghị Nhân dân Tối cao bổ nhiệm và miễn nhiệm.
Mục 6 mô tả các hội đồng nhân dân địa phương là các cơ quan quyền lực nhà nước địa phương ở các tỉnh, thành phố, quận, huyện, trong khi Mục 7 mô tả các ủy ban nhân dân địa phương là các cơ quan quyền lực nhà nước địa phương khi các hội đồng nhân dân địa phương không họp và là các cơ quan hành chính và hành pháp địa phương của quyền lực nhà nước.
Mục 8 trao quyền điều tra và truy tố cho các văn phòng công tố viên trực thuộc Văn phòng Công tố Trung ương và quyền tư pháp cho các tòa án thuộc Tòa án Trung ương.

### Chương 7 – Quốc huy, Quốc kỳ, Quốc ca và Thủ đô
Chương 7 của Hiến pháp Xã hội chủ nghĩa bao gồm bốn điều khoản chỉ định các biểu tượng quốc gia của Bắc Triều Tiên.
Điều 169 cung cấp các mô tả về Quốc huy, trong khi Điều 170 cung cấp các mô tả về Quốc kỳ.
Điều 171 nêu rõ Aegukka là quốc ca.
Điều 172 nêu rõ Bình Nhưỡng là thủ đô quốc gia